# Lanceoppia australis
Lanceoppia australis är en kvalsterart som först beskrevs av Balogh 1982.  Lanceoppia australis ingår i släktet Lanceoppia och familjen Oppiidae. Inga underarter finns listade i Catalogue of Life.